# Jakub Wawrzyniak
Jakub Wawrzyniak (uitspraak: [ˈjakub vavˈʐɨɲak], ong. jakoeb vavzjenjak) (Kutno, 7 juli 1983) is een Pools voetballer.
Wawrzyniak maakte als verdediger naam bij Widzew Łódź en Legia Warschau. Sinds januari 2015 speelt hij voor Lechia Gdańsk. Hij kwam sinds 2006 zestien keer uit voor Polen en behoorde tot de Poolse selectie voor Euro 2008 onder leiding van bondscoach Leo Beenhakker.
In mei 2009 werd bekend dat hij betrapt was op doping en mogelijk een schorsing van een half jaar tegemoet zou kunnen zien. Medio juni 2009 werd Wawrzyniak ontslagen door Panathinaikos FC, hoewel hij geen middel nam dat op de 'verboden lijst' staat van het mondiale antidopingbureau. Echter, volgens de club overtrad hij de regels wel.

## Erelijst
Legia Warschau
- Ekstraklasa

2012/13, 2013/14
- Beker van Polen

2007/08, 2010/11, 2011/12, 2012/13
- Poolse Supercup

2008